# Kerk van Engwierum
De kerk van Engwierum is een in 1746 gebouwde kerk als vervanger van de oude middeleeuwse kerk, die omstreeks 1725 was afgebroken. De kerk staat in Engwierum in de Nederlandse provincie Friesland.

## Geschiedenis
Nadat de oude kerk rond 1725 was afgebroken werd in 1746 een nieuwe kerk gebouwd door Lieuwe Jelles. De nieuwe kerk werd tegen de bestaande middeleeuwse toren, die was blijven staan, aan gebouwd. De toren dateert uit de 13e eeuw. De kerk staat op een terp en wordt omringd door een kerkhof. Boven de ingang bevindt zich een stichtingssteen, waarin het bouwjaar 1746 wordt genoemd. In de kerk bevinden zich nog enkele grafzerken, die afkomstig zijn uit de oude kerk.
Uit 1746 dateert ook de door Jurjen Stelmaker uit Dokkum gemaakte preekstoel. De preekstoel is versierd met symbolen voor de hoop (anker), voorzichtigheid (slang), geloof (kruis), liefde (vlammend hart) en overwinning (lauwerkrans). Op de hoeken bevinden zich de vier symbolen van de evangelisten Mattheus (engel), Marcus (leeuw) Lucas (os) en Johannes (arend). De vorm, een vaas- of tulpmodel is uniek in Friesland.
Er zijn nog twee gebrandschilderde ramen uit 1746 bewaard gebleven. De ramen zijn vervaardigd door de broers Ype en Jurjen Staak uit Sneek. Op de ramen staan onder meer de wapens van de provincie Friesland en van de Fries stadhouder Willem IV van Oranje-Nassau.
Het in empirestijl gebouwde orgel dateert uit 1820 en is gemaakt door de Leeuwarder firma Van Dam. Opvallend is de lage middentoren van het vijfdelige orgel.

## Tekst van de stichtingssteen
Op de steen boven de ingang van de kerk staat de volgende tekst:
De gunst van armen en van rijken
Vertoonde nimmer zich so sterk
als in den bouw van deese kerk
door algemeene liefdeblijken
Toen leide Piebo Talmaas hand
den eersten steen van haare muuren
zij moet den roest des tijds verduuren
met Leeraars van gesond verstand
den 14 Juny 1746

## De commune van Engwierum
In 1797 werd door tien inwoners van Engwierum een commune opgericht met het doel de plaatselijke kerk financieel te ondersteunen. De commune kocht land en de opbrengst kwam ten goede aan de kerk. Zo werd het traktement van de predikant betaald of aangevuld. Het nieuwe orgel in 1820 kon gerealiseerd worden met bijdragen van de communeleden. In 1855 kon het orgel worden uitgebreid. De kerkklok kon in 1870 worden aangeschaft. Ook zorgde de commune voor een nieuwe klok in 1947, omdat de oude was geroofd door de Duitsers tijdens de Tweede Wereldoorlog. Diverse onderdelen van het interieur konden worden aangeschaft, zoals kachels, lichtkronen en kerkbanken. De commune bestaat nog steeds. Een deel van het land van de commune is verkocht. Met de opbrengst wordt bijgedragen in het onderhoud van de kerk. Lid van de commune zijn de nakomelingen van de oorspronkelijk oprichters. Het lidmaatschap gaat over van vader op oudste zoon of op de man van de oudste dochter.

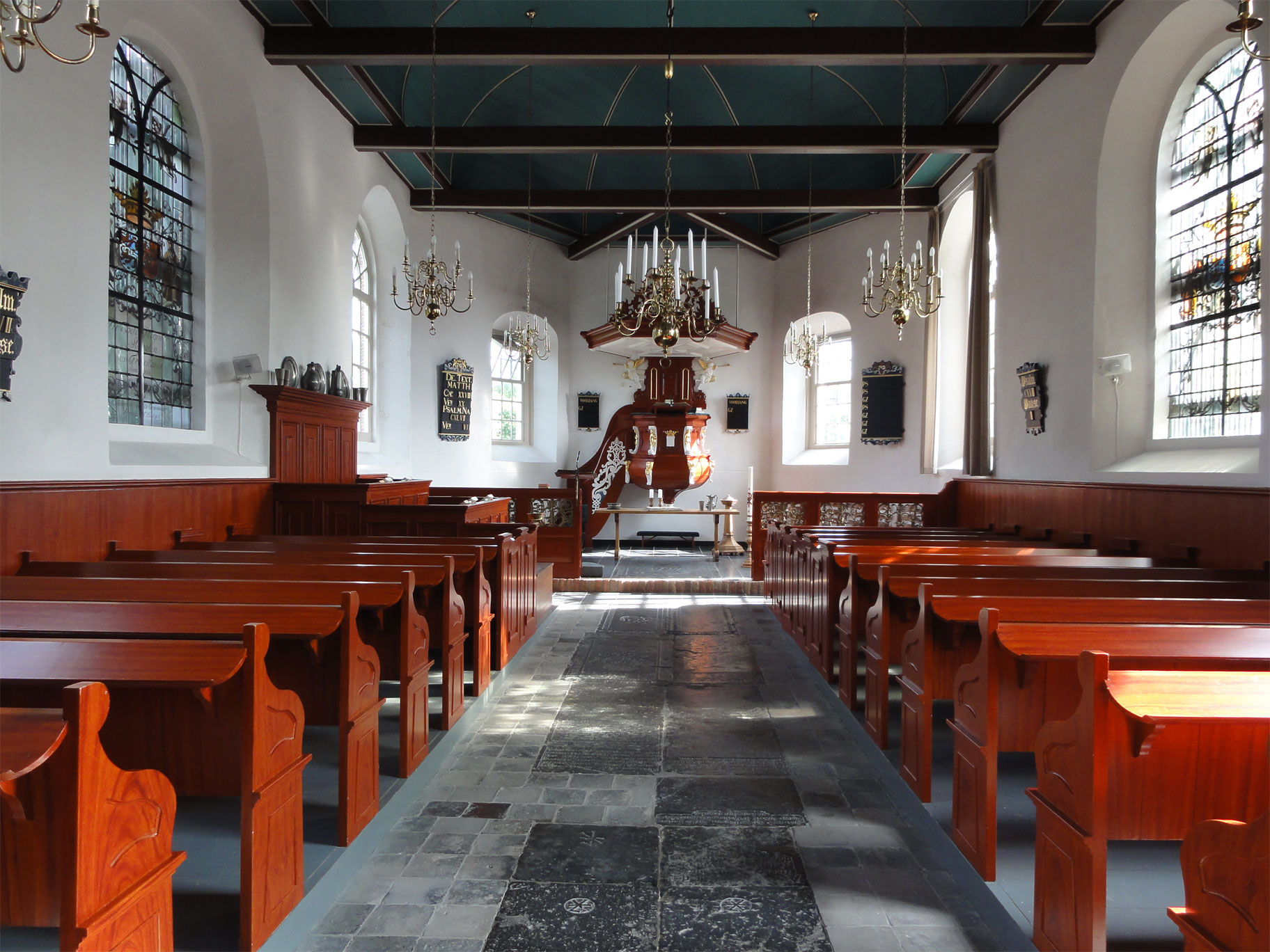
Interieur van de kerk
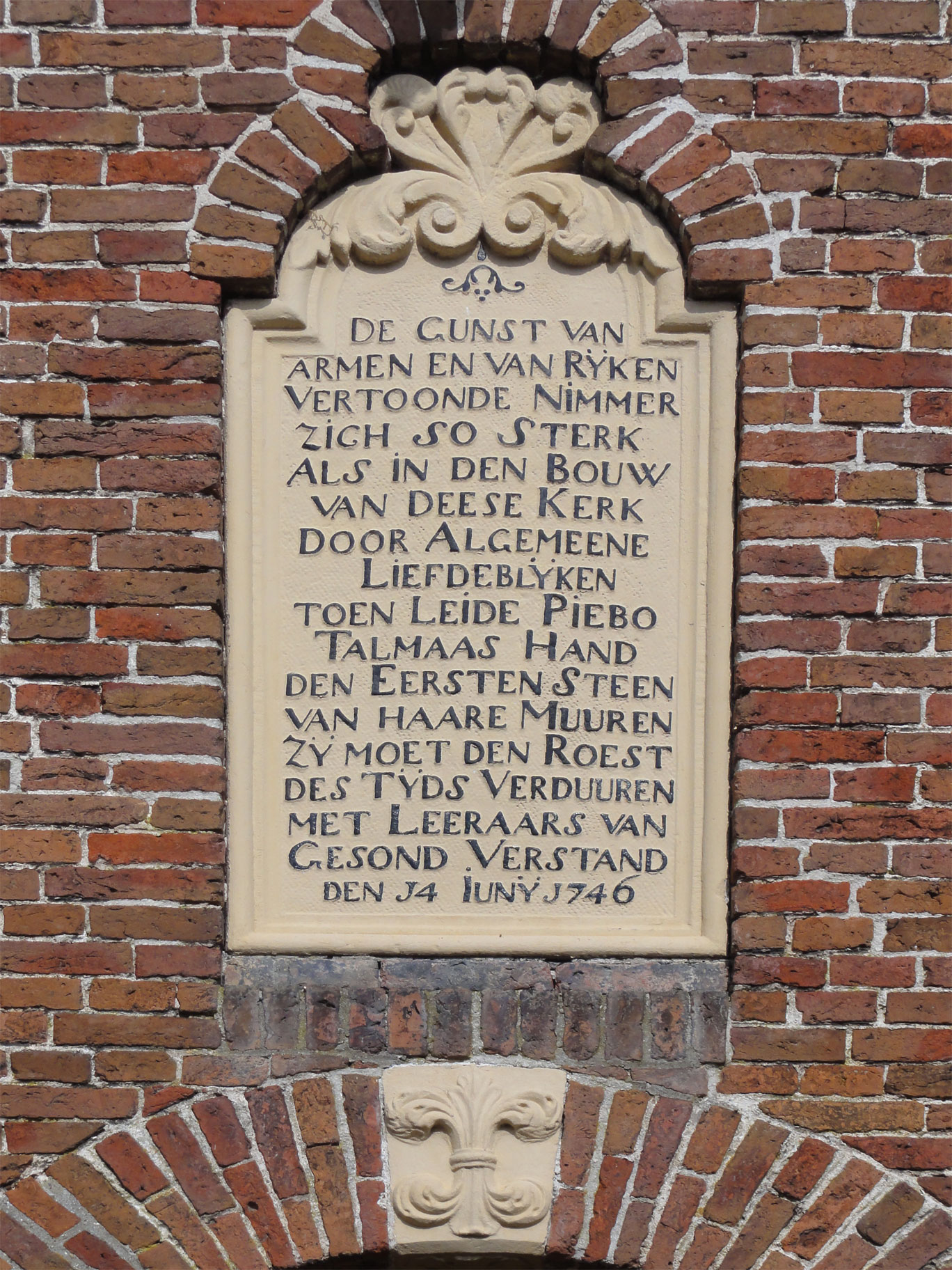
De stichtingssteen
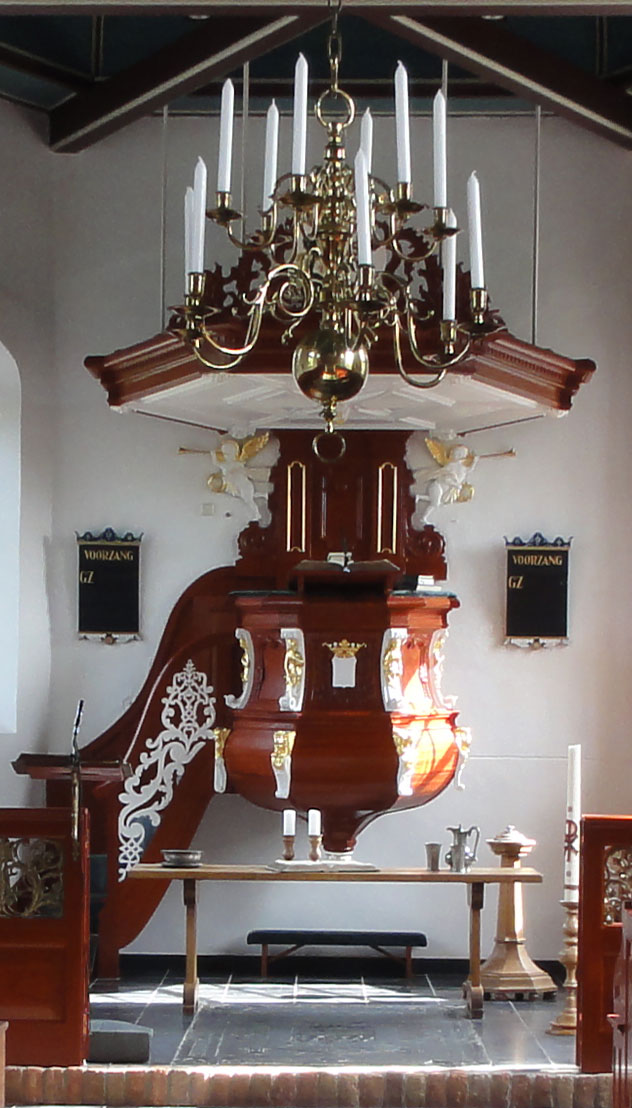
De preekstoel
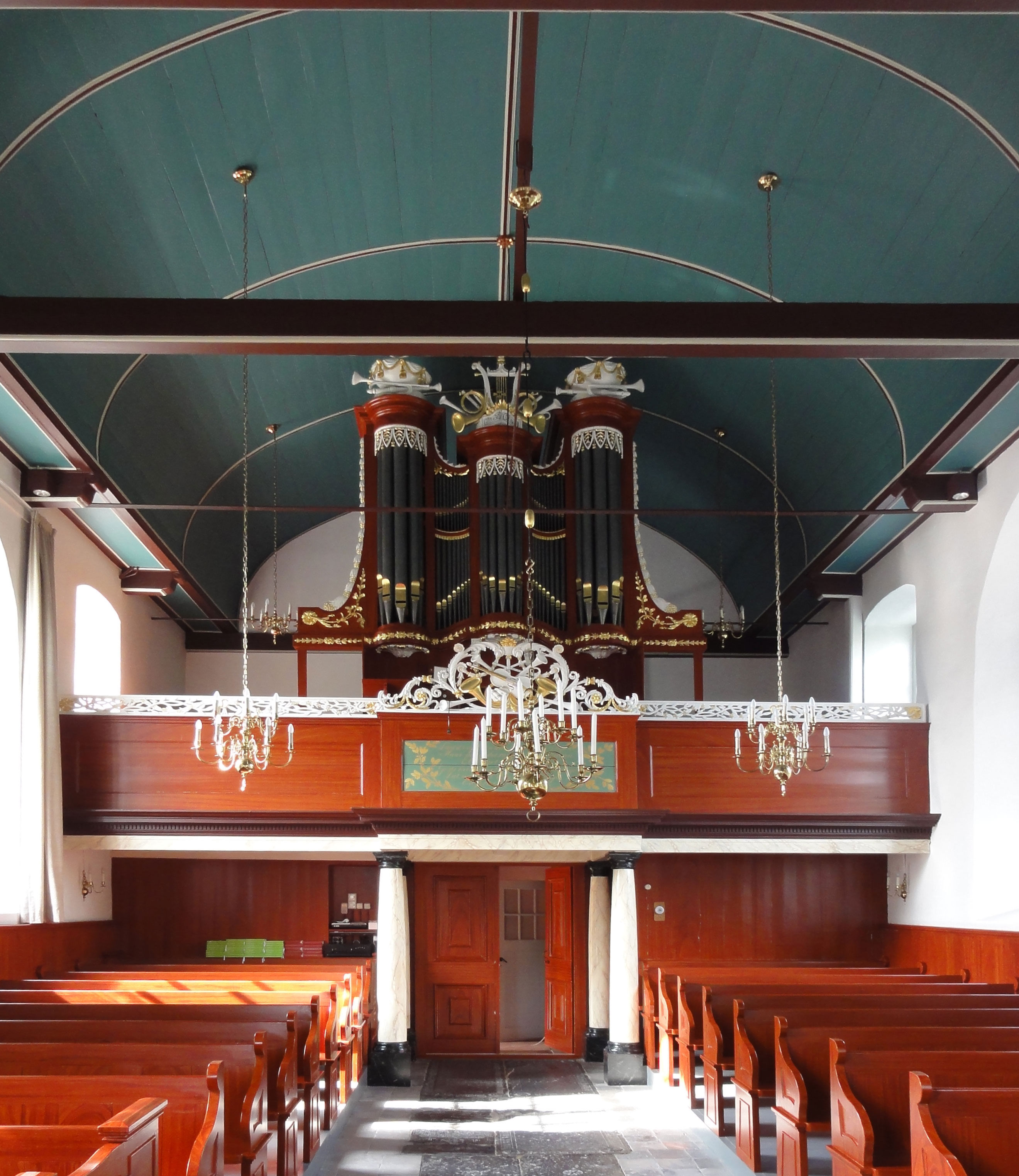
Het orgel